# Christian Ludwig Schimmelpfennig von der Oye
Christian Ludwig Schimmelpfennig von der Oye (* 9. März 1738 in Preußen; † 21. Juni 1812 in Sielec bei Sosnowice) war ein preußischer Generalmajor und Chef des Husarenregiments Nr. 6. Als Kommandeur hatte er das Husarenregiment Nr. 9 (auch: „Towarczys“ oder „Bosniaken-Korps“) wesentlich geprägt, war ein guter Pferdekenner und daher als Aufkäufer von Pferden für Friedrich II. mehrfach in Russland und Polen.

## Leben

### Herkunft
Seine Eltern waren der preußische Landjägermeister und Erbherr auf Rutow und Dietrichswalde Hans Schimmelpfennig von der Oye (1700–1760) und dessen Ehefrau Marie Luise, geborene von Pommeau. Er hatte vier Brüder: Philipp († 1815), Oberst und Kommandeur der Towarzy; Heinrich († 1802), einer ist bei Liegnitz, ein zweiter bei Leuthen gefallen.

### Militärlaufbahn
Er kam am 1. Februar 1756 als Musketier in das Infanterieregiment Nr. 14. Im Siebenjährigen Krieg kämpfte er bei Groß-Jägersdorf, Kay, Kunersdorf und Freiberg. Bei Zorndorf wurde er verwundet. Ferner nahm er am Gefecht von Strehlen sowie an der Belagerung von Dresden und im Gefecht von Anklam teil, wo er verwundet wurde. In der Zeit kam er 1760 in das Dragonerregiment des Freikorps „Kleist“.
Nach dem Krieg wurde er am 22. Mai 1766 Sekondeleutnant im Husarenregiment Nr. 6 und am 24. Mai 1770 wurde er Premierleutnant im Husarenregiment „Bosniaken“. Am 25. November 1770 wurde er dort bereits Stabsrittmeister. Am 14. August 1774 wurde er Rittmeister sowie Eskadronchef und nahm als solcher 1778/79 am Bayrischen Erbfolgekrieg teil. Am 16. Mai 1786 stieg er zum Major auf und erhielt am 11. Januar 1787 die Anerkennung und Erneuerung seines Adelsstandes. Am 28. Januar 1788 wurde er Kommandeur des II. Bataillon des Regiments. Dort wurde er am 17. Januar 1793 Oberstleutnant. Im Polnischen Feldzug 1794/95 kämpfte er bei Kolno und wurde im Gefecht bei Magnuszewo verwundet. Für Kolno erhielt er am 13. Juli 1794 den Orden Pour le Mérite. Am 11. November 1794 wurde er zum Oberst befördert, und am 9. Oktober 1797 wurde er auch Kommandeur des Regiments. Am 17. August 1799 wurde er dann auch zum Chef des Regiments. Dann, am 20. Mai 1800, wurde er mit Patent vom 27. Mai 1800 zum Generalmajor befördert.
Er nahm am Vierten Koalitionskrieg teil und war Führer eines Korps, das den Rückzug des Korps „Hohenlohe“ decken sollte. Er sollte am 26. Oktober 1806 bei Zehdenick die Franzosen am Havelübergang hindern, verlor aber das Gefecht trotz materieller Überlegenheit. Er kehrte schwer erkrankt nach Hause zurück und bat um seinen Abschied. Dieser wurde ihm aber verweigert, da der König eine Aufarbeitung des Geschehens bei Zehdenick wünschte. Mit der Untersuchung wurde General Bülow beauftragt. Am 25. Januar 1807 musste er sein Regiment abgeben. An seine Stelle trat nun dessen Kommandeur Prinz Ferdinand von Anhalt-Köthen-Pless. Er starb am 21. Juni 1812, ohne dass das Kriegsgerichtsverfahren zu Ende geführt wurde.

### Familie
Er heiratete 1772 Johanna Elisabeth Schimmelpfennig von der Oye (* 3. Oktober 1754; † 5. Juli 1827) aus dem Haus Niebudzen. Das Paar hatte mehrere Kinder, darunter:
- Hans Friedrich (* 1. Oktober 1775; † 1849), Hauptmann in Dragoner-Regiment Nr. 6
- Amalie Karoline (* 9. Oktober 1777) ⚭ Hans Friedrich Leberecht von Kotze, Herr auf Lodersleben (Kreis Querfurt), Sekondeleutnant im Regiment Nr. 9
- Franz Ludwig (* 23. April 1784; † 1859)
- Henriette Urania (* 22. Januar 1793; † 16. September 1866) ⚭ 25. August 1809 Hans Sebastian Ludwig Wilhelm von Johnston und Kroegeborn (* 16. April 1785; † 27. Februar 1831)[1]

Seine Stieftochter Friederike von Mayer heiratete am 15. Februar 1805 Heinrich Gideon von Wolky, einen Sohn des Generals Friedrich Gideon von Wolky.